# Obsèques spatiales

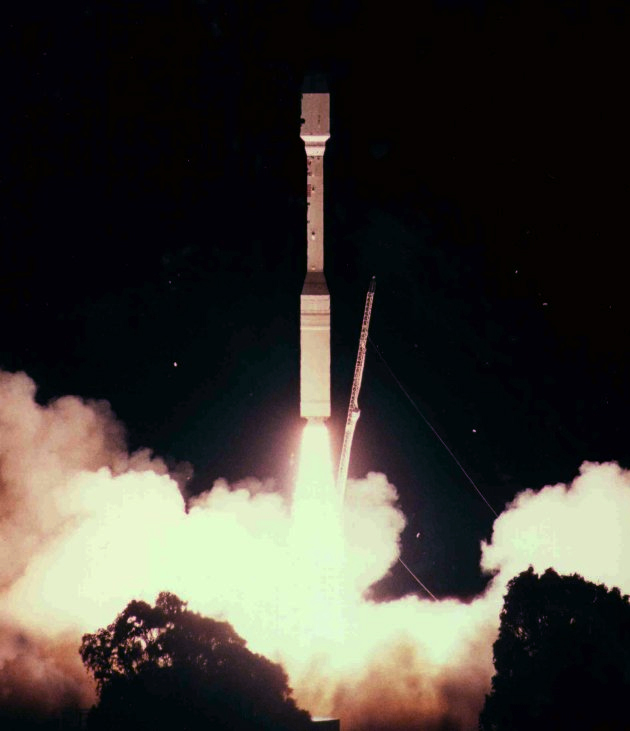
Lancement d'une fusée Taurus dont les capsules attachées au dernier étage contiennent les cendres du défunt.

Les obsèques spatiales, appelées aussi funérailles spatiales ou par abus de langage enterrement spatial, sont un rite funéraire dans lequel un échantillon des cendres d'un défunt incinéré est placé dans une petite capsule et est lancé dans l'espace à l'aide d'une fusée pour tourner autour de la Terre, de la Lune ou encore dériver dans l’Univers.

## Histoire
Le concept d'envoyer les restes humains incinérés d'une personne dans l'espace en utilisant des fusées conventionnelles a d'abord été proposé par l'auteur de science-fiction Neil R. Jones (en) dans le roman The Jameson Satellite publié dans le pulp Amazing Stories en 1931. Il a ensuite été proposé comme un service commercial par Richard DeGroot dans un article de Seattle Times, le 3 avril 1977. La pratique des obsèques spatiales a débuté à la fin du XXe siècle une fois résolues les difficultés techniques et les coûts impliqués dans le lancement dans l'espace d'une capsule contenant des cendres.
La première personne à avoir eu une partie de ses cendres dans l'espace est Gene Roddenberry lorsque, le 22 octobre 1997, la navette spatiale Columbia, lors de la mission STS-52, en embarque dans une minuscule capsule en orbite avant de retourner sur Terre.
Le premier programme de funérailles spatiales (programme coûtant environ 40 000 francs français pour chaque capsule), EarthView 01 : The Founders Flight, est lancé le 21 avril 1997 par la société Celestis (en) : un avion a transporté une fusée Pegasus modifiée contenant des échantillons de cendres de 24 personnes à une altitude de 11 km au-dessus des îles Canaries. La fusée a ensuite envoyé les capsules sur une orbite elliptique à un apogée de 578 km (359 mi) et un périgée de 551 km, les capsules orbitant autour de la Terre une fois toutes les 96 minutes jusqu'à la rentrée dans l'atmosphère terrestre le 20 mai 2002, pour s’y désintégrer, formant ainsi une étoile filante visible depuis la Terre. Gene Roddenberry et Timothy Leary sont parmi les gens connus à avoir reçu ces obsèques sur ce premier vol.
Le deuxième enterrement spatial a été l'envoi des cendres du docteur Eugene M. Shoemaker sur la Lune par la sonde Lunar Prospector, lancée le 7 janvier 1999 par une fusée Athéna à trois étapes. La sonde contenait des instruments scientifiques et les cendres du Dr Shoemaker et s’est écrasée près du pôle sud lunaire le 31 juillet 1999.
La sonde spatiale New Horizons, lancée en 2006 et ayant survolé Pluton en juillet 2015 avant de continuer son voyage dans la ceinture de Kuiper, emporte les cendres de Clyde William Tombaugh dans une urne funéraire. Tombaugh est donc aujourd'hui l'homme ayant été le plus loin de la Terre.
En octobre 2015, on compte un total de treize lancements par Celestis et neuf sont programmés jusqu'en 2018.
En 2015, une seconde entreprise, Elysium Space, est créée qui propose, entre autres, une sonde lunaire qui emportera des cendres en 2017 ou 2018. Celestis a le même calendrier.[pas clair]
En 2018, une seconde entreprise, Aura Nova Space, est créée qui propose, des Obsèques Spatiales cendres complets et échantillons de cendres.

## Aspects religieux
La plupart des religions n'ont pas d'avis spécial sur ce type d'obsèques, ce rite étant trop récent, excepté les religions qui n'autorisent pas la crémation. Seule une petite partie des restes du défunt est envoyée dans l'espace, une cérémonie de funérailles et d'inhumation régulière peut donc être effectuée avec l'autre partie selon les croyances de la personne décédée. En raison de la rareté des vols, l'échantillon des cendres doit être conservé jusqu'au prochain lancement.

### Sources
- (en) Cet article est partiellement ou en totalité issu de l’article de Wikipédia en anglais intitulé « Space burial » (voir la liste des auteurs).